# José María Leyva

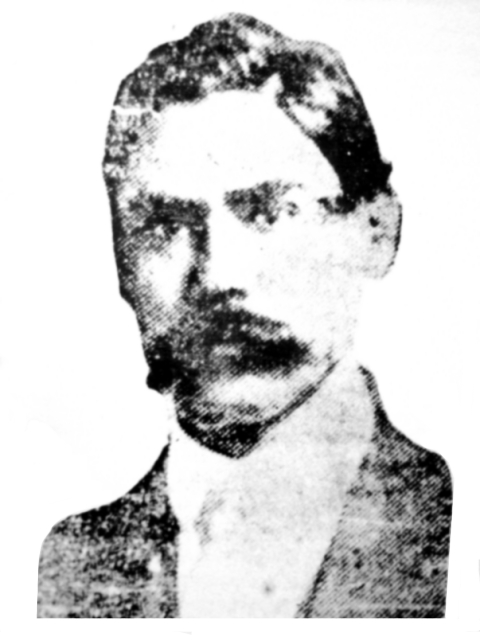
José M. Leyva, comandante en jefe de las fuerzas del PLM que tomaron Mexicali.

José María Leyva fue un guerrillero militante del Partido Liberal Mexicano (PLM), que fue general de la División del Ejército Liberal en Baja California.
Nació en Tetaroba El Fuerte, Sinaloa, el 2 de abril de 1877. Se afilió al Partido Liberal Mexicano en 1904 pues criticaba duramente al Porfirismo, así que fue desterrado aunque participó en la Huelga de Cananea como también en los movimientos de Viesca y Las Vacas. El 29 de enero de 1911, Leyva y Simón Berthold con un grupo de 30 guerrilleros toman el poblado de Mexicali, hecho que marca el inicio de la campaña libertaria de PLM en la península de Baja California.
Tras la Toma de Ciudad Juárez por el Partido Nacional Antirreeleccionista, Leyva decide afiliarse a ese partido, nombrándolo Francisco I. Madero Comandante de sus fuerzas en Baja California y después jefe político de Cuajimalpa, en el Distrito Federal. Fue parte de la comisión que se entrevistó en Los Ángeles en junio de 1911 con la Junta Organizadora del Partido Liberal Mexicano para que esta desistiera de la lucha armada y reconociera el triunfo de Madero y a Francisco León de la Barra como presidente provisional, de acuerdo a los Tratados de Ciudad Juárez.
Con la Decena Trágica se une al movimiento constitucionalista en 1913 donde formó parte de la Convención de Aguascalientes. Regresó a la vida política hasta 1920, cuando secundó el Plan de Agua Prieta. General Brigadier en el Ejército Mexicano con antigüedad de 1914, murió en la Ciudad de México en 1956. 
- Datos: Q5943092